# Hangman (film)
Pour plus de détails, voir Fiche technique et Distribution.
Hangman est un thriller américain de Johnny Martin, sorti en 2017. En France, ce film est sorti directement en DVD et sur Internet en 2018, puis a été diffusé à la télévision comme téléfilm.

## Synopsis
Un vétéran de la police, Ray Archer, et un jeune profiler, Will Ruiney, traquent ensemble un tueur en série qui s'inspire du « jeu du pendu » pour tuer ses victimes et terroriser la population. Une journaliste, Christi Davies, les seconde dans leur traque.

## Fiche technique
- Titre original et français : Hangman
- Réalisation : Johnny Martin
- Scénario : Michael Caissie et Charles Huttinger
- Direction artistique : Eric Weiler
- Décors : Matthew Groves et Shane Cantrell
- Costumes : Lorraine Coppin
- Photographie : Larry Blanford
- Montage : Jeffrey Steinkamp
- Musique : Frederik Wiedmann
- Production : Arnold Rifkin et Michael Mendelsohn
- Sociétés de production : Patriot Pictures et Cheyenne Enterprises
- Sociétés de distribution : Saban Films
- Pays d'origine : États-Unis
- Langue originale : anglais
- Genre : thriller
- Durée : 98 minutes
- Dates de sortie
  - États-Unis : 22 décembre 2017
  - France : 5 septembre 2018 (DVD)

## Distribution
- Al Pacino (VF : José Luccioni) : Raymond « Ray » Archer
- Karl Urban (VF : Boris Rehlinger) : lieutenant William « Will » Ruiney
- Brittany Snow (VF : Audrey Sourdive) : Christi Davies
- Sarah Shahi (VF : Barbara Delsol) : capitaine Lisa Watson
- Joe Anderson (VF : Axel Kiener) : Jimmy Stewart
- Sloane Warren (VF : Edwige Lemoine) : Dr. Abby Westlin
- Chelle Ramos (VF : Charlotte Corréa) : Joey Truman
- Steve Coulter (VF : Gabriel Le Doze) : révérend David Green
- Michael Rose : Peter Rorick